# Deborah Kara Unger
Deborah Kara Unger (Vancouver, 12 de maio de 1966) é uma atriz canadense.

## Filmografia
| - Silent Hill: Revelation 3D (2012) - Walled In (2008) - 88 Minutes (2008) - Shake Hands With the Devil (2007) - Silent Hill (2006) - Things That Hang from Trees (2005) - White Noise (2005) - The Alibi (2005) - A Love Song for Bobby Long (2004) - Paranoia 1.0 (2004) - Emile (2003) - Stander (2003) - Hollywood North (2003) - Fear X (2003) - Thirteen (2003) - Leo (2002) - Between Strangers (2002) - The Salton Sea (2002) - Ten Tiny Love Stories (2001) | - Signs & Wonders (2000) - The Hurricane (1999) - Sunshine (1999) - The Weekend (1999) - Payback (1999) - Youri (1999) - The Rat Pack (1998) - Luminous Motion (1998) - The Game (1997) - Keys to Tulsa (1997) - No Way Home (1996) - Crash (1996) - Highlander III: The Final Dimension (1994) - State of Emergency (1994) - Whispers in the Dark (1992) - Blood Oath (1990) - Breakaway (1990) - Till There Was You (1990) |